# Olympische Sommerspiele 1900/Teilnehmer (Russisches Kaiserreich)
| Silbermedaillen | Bronzemedaillen | 3. |
| --------------- | --------------- | -- |
| —               | —               | —  |

Das Russische Kaiserreich nahm an den Olympischen Sommerspielen 1900 in Paris mit vier Sportlern teil. Es war die erste Olympiateilnahme Russlands.

## Teilnehmer nach Sportart

### Fechten
- Petro Sakoworot
Säbel für Fechtmeister: 7. Platz

- Julian Michaux
Säbel für Fechtmeister: 5. Platz

### Reiten
- Wladimir Orlow
Gespannfahren

- Élie de Poljakow
Vorführen von Reitpferden
Gespannfahren